# デビッド・アルブリットン
デビッド・アルブリットン （David Donald Albritton、1913年4月13日-1994年5月14日）は、アメリカの陸上競技選手。1936年ベルリンオリンピックの銀メダリストである。

## 経歴
アルブリットンは、20年にも及ぶ長い競技歴を持ち、その間、アメリカ国内において7度チャンピオンに輝いている。また後に走高跳の主流となる「ベリーロール」を初めて披露した選手としても知られている。
アルブリットンは、1936年ベルリンオリンピックの陸上競技で4冠を達成したジェシー・オーエンスと非常に似た経歴を持っている。まず、出身地について、アルブリットンが生まれたアラバマ州モーガン郡は、オーエンスの出身地であるローレンス郡の隣である。二人ともオハイオ州クリーブランドのイースト・テクニカル・ハイスクール出身。二人ともオハイオ州立大学の学生で、二人とも、アフリカ系アメリカ人のフラタニティであるアルファ・ファイ・アルファのメンバー。そして二人とも1936年ベルリンオリンピックに出場を果たしている。
アルブリットンはオハイオ州立大学2年生だった1936年に、全米学生選手権で優勝を果たす。同年のベルリンオリンピックの選考会では、コーネリアス・ジョンソンとともに2.07mの世界新記録を樹立。アルブリットンは、この種目で初の黒人の世界記録保持者となった。
ベルリン大会の走高跳は、ジョンソンが2.03mで金メダル。アルブリットンは2.00mで、同じアメリカのデロス・サーバーとフィンランドのカレヴィ・コトカスと並んだが、ジャンプオフの結果、アルブリットンが銀メダルを獲得した。